# Algarve Cup 2020
Algarve Cup 2020 var den 27. udgaven af Algarve Cup, der er en fodboldturnering for kvinder som er en turnering for inviterede hold, der afholdes hvert år i Portugal. Den fandt sted fra den 4. til 11. marts 2020.

## Hold
| Hold        | FIFA Rankings (December 2019) |
| ----------- | ----------------------------- |
| Tyskland    | 2                             |
| Sverige     | 5                             |
| Norge       | 12                            |
| Italien     | 14                            |
| Danmark     | 16                            |
| Belgien     | 17                            |
| New Zealand | 23                            |
| Portugal    | 31                            |

## Kvalifikation
Alle tider er lokale (UTC±0).
| 4. marts 2020 14:00 |

| Danmark     | 1–2     | Norge                           |
| ----------- | ------- | ------------------------------- |
| - Harder 7' | Rapport | - Thorsnes 13' - Jensen 90+3' · |

| Vista Municipal Stadium, Parchal |

| 4. marts 2020 16:30 |

| Tyskland   | 1–0     | Sverige |
| ---------- | ------- | ------- |
| - Huth 34' | Rapport |         |

| Estádio Algarve, Faro/Loulé Tilskuere: 800 Dommer: Ivana Martinčić (Kroatien) |

| 4. marts 2020 18:00 |

| New Zealand                                                            | 1–1                      | Belgien                                                                                 |
| ---------------------------------------------------------------------- | ------------------------ | --------------------------------------------------------------------------------------- |
| - Chance 37'                                                           | Rapport                  | - Velde 89'                                                                             |
|                                                                        | Straffesparkskonkurrence |                                                                                         |
| - Bowen - Gregorius - Stott - White - Moore - Bott - Longo - Cleverley | 7–6                      | - De Caigny - Vanhaevermaet - Cayman - Evrard - Wullaert - Deloose - De Neve - Wijnants |

| Vista Municipal Stadium, Parchal |

| 4. marts 2020 20:15 |

| Portugal    | 1–2     | Italien                        |
| ----------- | ------- | ------------------------------ |
| - Silva 34' | Rapport | - Linari 75' - Girelli 90+4' · |

| Estádio Algarve, Faro/Loulé Dommer: Francia González (Mexico) |

## Knockout-fasen

### Oversigt
|  | Semifinaler     | Semifinaler |                    |   | Finale | Finale |
|  |                 |             |                    |   |        |        |
|  | 7. marts, Lagos |             |                    |   |        |        |
|  |                 |             |                    |   |        |        |
|  | New Zealand     | 0           |                    |   |        |        |
|  | New Zealand     | 0           | 11. marts, Parchal |   |        |        |
|  | Italien         | 3           |                    |   |        |        |
|  | Italien         | 3           | Italien            |   |        |        |
|  | 7. marts, Lagos |             |                    |   |        |        |
|  |                 | Tyskland    | w/o                |   |        |        |
|  | Tyskland        | Tyskland    | w/o                | 4 |        |        |
|  | Tyskland        |             |                    | 4 |        |        |
|  | Norge           | 0           |                    |   |        |        |
|  | Norge           | 0           | Tredjeplads        |   |        |        |
|  |                 |             |                    |   |        |        |
|  | 10. marts       |             |                    |   |        |        |
|  |                 |             |                    |   |        |        |
|  | New Zealand     | 1           |                    |   |        |        |
|  | New Zealand     | 1           |                    |   |        |        |
|  | Norge           | 2           |                    |   |        |        |

|  | 5–8. plads semifinaler | 5–8. plads semifinaler |              |   | Femteplads | Femteplads |
|  |                        |                        |              |   |            |            |
|  | 7. marts, Parchal      |                        |              |   |            |            |
|  |                        |                        |              |   |            |            |
|  | Belgien                | 1                      |              |   |            |            |
|  | Belgien                | 1                      | 10. marts    |   |            |            |
|  | Portugal               | 0                      |              |   |            |            |
|  | Portugal               | 0                      | Belgien      | 0 |            |            |
|  | 7. marts, Lagos        |                        | Belgien      | 0 |            |            |
|  |                        | Danmark                | 4            |   |            |            |
|  | Sverige                | Danmark                | 4            | 1 |            |            |
|  | Sverige                |                        |              | 1 |            |            |
|  | Danmark                | 2                      |              |   |            |            |
|  | Danmark                | 2                      | Syvendeplads |   |            |            |
|  |                        |                        |              |   |            |            |
|  | 10. marts              |                        |              |   |            |            |
|  |                        |                        |              |   |            |            |
|  | Portugal               | 0                      |              |   |            |            |
|  | Portugal               | 0                      |              |   |            |            |
|  | Sverige                | 2                      |              |   |            |            |

### 5–8. plads semifinaler
| 7. marts 2020 14:30 |

| Sverige      | 1–2     | Danmark                             |
| ------------ | ------- | ----------------------------------- |
| - Hurtig 11' | Rapport | - Larsen 56' - Christiansen 90+3' · |

| Lagos Municipal Stadium, Lagos Dommer: Francia González (Mexico) |

| 7. marts 2020 17:00 |

| Belgien       | 1–0     | Portugal |
| ------------- | ------- | -------- |
| De Caigny 65' | Rapport |          |

| Vista Municipal Stadium, Parchal Dommer: Emikar Calderas (Venezuela) |

### Semifinaler
| 7. marts 2020 17:30 |

| Tyskland                                                    | 4–0     | Norge |
| ----------------------------------------------------------- | ------- | ----- |
| - Schüller 20' - Elsig 26' - Engen 60' (sm.) - Hegering 71' | Rapport |       |

| Lagos Municipal Stadium, Lagos Tilskuere: 300 Dommer: Olga Zadinová (Tjekkiet) |

| 7. marts 2020 21:00 |

| New Zealand | 0–3     | Italien                                      |
| ----------- | ------- | -------------------------------------------- |
|             | Rapport | - Girelli 20' - Bonansea 56' - Bartoli 68' · |

| Vista Municipal Stadium, Parchal Dommer: Ivana Martinčić (Kroatien) |

### Kamp om syvendeplads
| 10. marts 2020 20:00 |

| Portugal | 0–2     | Sverige                         |
| -------- | ------- | ------------------------------- |
|          | Rapport | - Jakobsson 45+2' - Rolfö 51' · |

| Estádio Algarve, Faro/Loulé Dommer: Olga Zadinová (Czech Republic) |

### Kamp om femteplads
| 10. marts 2020 17:30 |

| Belgien | 0–4     | Danmark                                                       |
| ------- | ------- | ------------------------------------------------------------- |
|         | Rapport | - Harder 6' - Thomsen 13' - Christiansen 40' - Pedersen 47' · |

| Lagos Municipal Stadium, Lagos |

### Kamp om tredjeplads
| 10. marts 2020 16:00 |

| New Zealand   | 1–2     | Norge                              |
| ------------- | ------- | ---------------------------------- |
| Wilkinson 10' | Rapport | - Jensen 15' - Graham Hansen 86' · |

| Estádio Algarve, Faro/Loulé |

### Finale
| 11. marts 2020 18:45 |

| Italien | Aflyst  | Tyskland |
| ------- | ------- | -------- |
|         | Rapport |          |

| Vista Municipal Stadium, Parchal |

## Slutplaceringer
| Nr.                              | Hold        |
| -------------------------------- | ----------- |
| 1                                | Tyskland    |
| 2. plads, sølvmedaljemodtager(e) | Italien     |
| 3                                | Norge       |
| 4                                | New Zealand |
| 5                                | Danmark     |
| 6                                | Belgien     |
| 7                                | Sverige     |
| 8                                | Portugal    |

## Målscorere
2 mål
- Nanna Christiansen
- Pernille Harder
- Cristiana Girelli
- Synne Jensen

1 mål
- Tine De Caigny
- Chloe Velde
- Stine Larsen
- Stine Ballisager Pedersen
- Janni Thomsen
- Johanna Elsig
- Marina Hegering
- Svenja Huth
- Lea Schüller
- Elisa Bartoli
- Barbara Bonansea
- Elena Linari
- Olivia Chance
- Hannah Wilkinson
- Caroline Graham Hansen
- Elise Thorsnes
- Diana Silva
- Lina Hurtig
- Sofia Jakobsson
- Fridolina Rolfö

Selvmål
- Ingrid Syrstad Engen (i kampen mod Tyskland)